# Agaton
Agaton, papa od 27. lipnja 678. do 10. siječnja 681. godine.

## Životopis
Rođen je u Siciliji od imućni roditelja. Nakon smrti roditelja, Agaton je svoje bogatstvo podijelio siromašnima i pristupio samostanu kraj Palerma. Njegov kratki pontifikat je obilježio Šesti ekumenski sabor koji je okončao monotelitsku herezu. Slavi se kao svetac u Rimokatoličkoj Crkvi na dan 10. siječnja i u pravoslavnim crkvama na dan 20. veljače.

## Papa Agaton i Hrvati
Prema Konstantinu Porfirogenetu, Hrvati su s njim sklopili ugovor u kojem su se obvezali da neće napadati susjedne narode niti voditi osvajačke ratove, a papa im je obećao da će ih štititi Bog i sv. Petar.
Budući da Porfirogenet ne spominje papino ime, o tome povjesničari imaju različita mišljenja: za jedne je to obična priča (F. Rački, N. Klaić), za druge se radi o hrvatskoj predaji (T. Smičiklas, D. Gruber), dok F. Šišić drži da se vijest slaže sa stilom Rimske kurije, ali da se događaj zbio mnogo kasnije, u doba kneza Branimira. Prema drugim izvorima, Agaton u pismu iz 680. kao obraćene narode navodi Slavene (što se jedino može odnositi na Hrvate), pa na temelju toga i drugih izvora S. K. Sakač zaključuje da su Hrvati sklopili 679. s Agatonom mirovni ugovor.

## Poveznice
- Porga